# すんき漬け
すんき漬け（すんきづけ、単に「すんき」ともいう）は長野県木曽地方の伝統的な発酵食品であり、土着品種の赤カブを使用した発酵漬物の一種である。
赤カブの葉茎を湯通しし、漬け種と一緒に無塩で漬け込み、乳酸発酵させる事で作られる。主に乳酸菌等の微生物が行う解糖系の副産物として得られる乳酸の働きにより、独特の酸味と風味が付き、保存できるようになる。冬期限定で漬け込まれ、主に冬から早春にかけて食べられている。なお、京都府で作られる似た呼び名のすぐき漬けは、食塩を添加し、温和加熱により発酵を促進させるなど、すんき漬けとは異なる発酵漬物である。

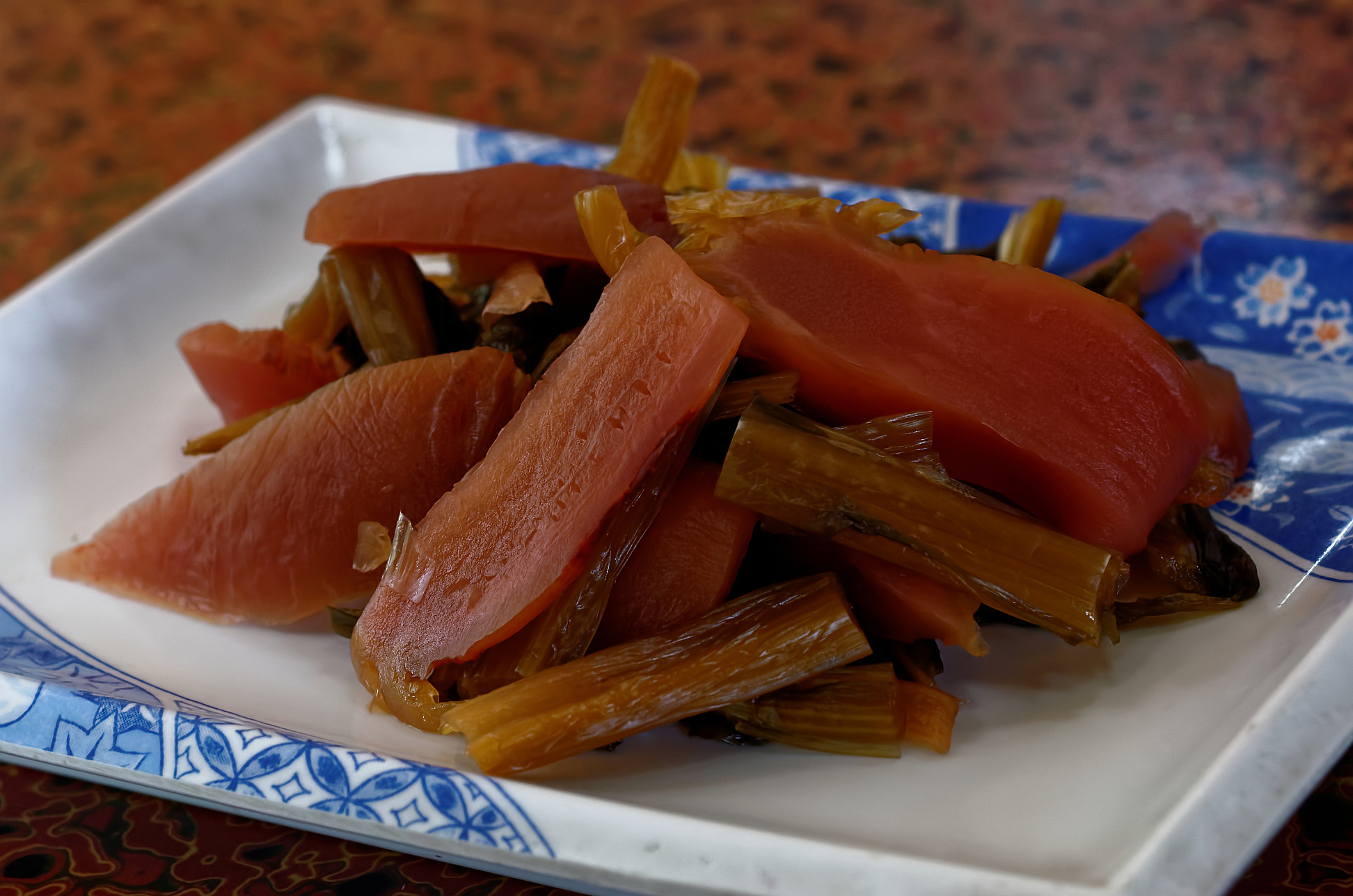

## 解説
浅漬け等の一般的な漬物は、食塩を用いて腐敗菌、食中毒菌などの雑菌の繁殖を抑制する。しかし木曽地方は海から遠い山国であることもあり、「米は貸しても塩は貸すな」という言葉が存在するくらい塩は貴重な素材だった。そのため、野菜の保存に食塩をふんだんに使うことは困難であり、無塩発酵の漬物が生じることになったと考えられている。木曽地方の中でも、旧開田村や王滝村のような寒冷地でないと、酸が強くなったり、茎が柔らかくなったりしてしまうなど、味や食感の良いすんき漬けはできないとされる。同様な無塩漬物は、新潟県の「いぜこみ菜」あるいは「ゆでこみ菜」、福井県の「すなな漬」等があるが、現在はほとんど生産されていない。
すんき漬けでは、材料を湯通しする事で雑菌を殺菌し、乳酸菌が優位に増殖しやすい環境を作り、低温下に置くことでより雑菌が繁殖しにくくなる。乳酸と低温による雑菌増殖抑制が相互に働いている漬け物と言える。低温を維持する事は品質においても重要であり、平均気温が0℃を上回ると品質が低下する。すんき漬けは仕上がり時にpHが4.5付近になると、酸味が丁度良く、旨味が最も優れると報告されている。平均気温が0度を上回っていた場合は漬け込んでから9週程でpHが3.0付近まで下がり、緑灰色に呈色して風味・保存性共に悪くなる。

## 栄養と機能
すんき漬けは原料中の粗たんぱく質がほとんど減少せず保存されているため、冬期のたんぱく源として重宝されていた。これは原料中のたんぱく質分解酵素が湯通しによって失活し、また塩分をほとんど用いない事により、塩分を少量用いた浅漬けと比較すると酵素の活性が落ちるためと考えられている。
すんき漬けには、種々のアレルギー症状の原因となるIgE抗体を抑制する乳酸菌が含まれており、そのうちのある1菌株ではマウスを用いた実験によるとアレルギー性下痢症を抑制する結果が出ている。しかし、すんき漬け摂取の有無とアレルギー性疾病の有無に関しての疫学的調査では、有意な相関は無かったと報告されている。

## 作り方
原料として、土着品種の赤カブが用いられる。すんき漬けに用いられる赤カブの品種としては、開田蕪、王滝蕪、細島蕪、吉野蕪、木曽菜（福島菜）などが知られている。漬け種としては、乾燥すんき、すんき漬けの漬け汁、ズミやヤマブドウの実が用いられる。漬け種は微生物のスターターとしてではなく、発酵初期に漬け床を酸性環境にする役割があるとされている。

### 工程
赤カブの茎葉部分を切り取り、そのまま、あるいは3～4cmにざく切りした物を湯を沸かした鍋に入れ、軽く湯がく。漬け物樽や桶、プラスチックの容器などに湯通ししたカブの茎葉と漬け種を敷き詰めて、一晩室内で保管した後に寒い小屋や物置に移動、あるいは一日目から寒い小屋や物置にて保管する。1週間ほどで食べられるが、熟成させるときには2か月ほど漬け込むここまで。

## 利用
独特な酸味としゃきしゃきした食感を持つ食品として食べられる。塩分を含まないので、適当な長さに切り、削った鰹節と醤油をかけて、米飯と共に食すほか、茶請けとして、喫茶の際にも食べる。また、日常料理の素材として煮炒め、油炒め、そば、うどんの具材としても用いられ、様々な形で食卓に上る。冬期に漬け込まれたすんき漬けは、早春には漬桶から取り出し陰干しで自然乾燥させて乾燥すんきを作る。これはすんき種として利用できる他、水で戻し料理に利用する事もでき、早春以降も保存食品として食べられている。

### 料理の例
- すんき汁 - 細かく切って味噌汁に入れたもの。さっぱりしているので、食欲増進効果がある。
- すんきそば - すんき漬けを、乾ししめじ、煮干しなどで取る出汁つゆに入れて煮、茹でたそば切りにかけて食べる料理[13]。開田村では「べー納め」と呼ばれる秋の農具納め行事の際にもよく食べられる。
- すんききしめん - 開田村で食べられる。小麦粉のきしめんではなく、そば粉をこねて平らに伸ばし、太めに切った物。汁の中に入れて味付けを行い、すんき漬けと共に食べる[14]。

### ヨーグルトの開発
すんき漬けから分離した乳酸菌を選抜して種菌としたヨーグルトが開発されている。

## 文化の継承
長野県は1983年、長野県における伝統的な食文化を継承していくため「長野県選択無形民俗文化財」の「味の文化財」として選択した。以降、木曽では毎年スンキコンクールが実施されている。
木曽町は2014年、発酵食品振興条例を制定した。すんき漬やヨーグルト（上述）、味噌玉を使った味噌づくりなどを対象としている。
2017年5月26日に地理的表示保護制度に登録された。

## 関連書籍
- 板橋雅子, 高村範子「プレンヨーグルト添加のすんき漬について : すんきに関する研究(第4報)」『日本食品工業学会誌』第32巻第1号、日本食品科学工学会、1985年、56-60頁、doi:10.3136/nskkk1962.32.56、ISSN 0029-0394、NAID 130003967289。
- 板橋雅子, 高村範子「乳酸で漬けたすんき漬について : すんきに関する研究(第6報)」『日本食品工業学会誌』第32巻第3号、日本食品科学工学会、1985年、208-211頁、doi:10.3136/nskkk1962.32.3_208、ISSN 0029-0394、NAID 130003788531。
- 中山大樹, 小池弘子「{ref=harv 食塩を使わない漬物「スンキ」の乳酸菌群について : (第1報)菌の分離および桿菌群の同定」『醗酵工学雑誌』第43巻第3号、日本醗酵工学会、1965年3月、157-164頁、ISSN 03675963、NAID 110002854335、NDLJP:10550239。
- 伊藤徳, 三田コト, 広田直子「木曽郡開田村の食生活とスンキ」『長野県短期大学紀要』第35巻、長野県短期大学、1980年、7-16頁、ISSN 02861178、NAID 120005494430。